# Ajuntament de Lió

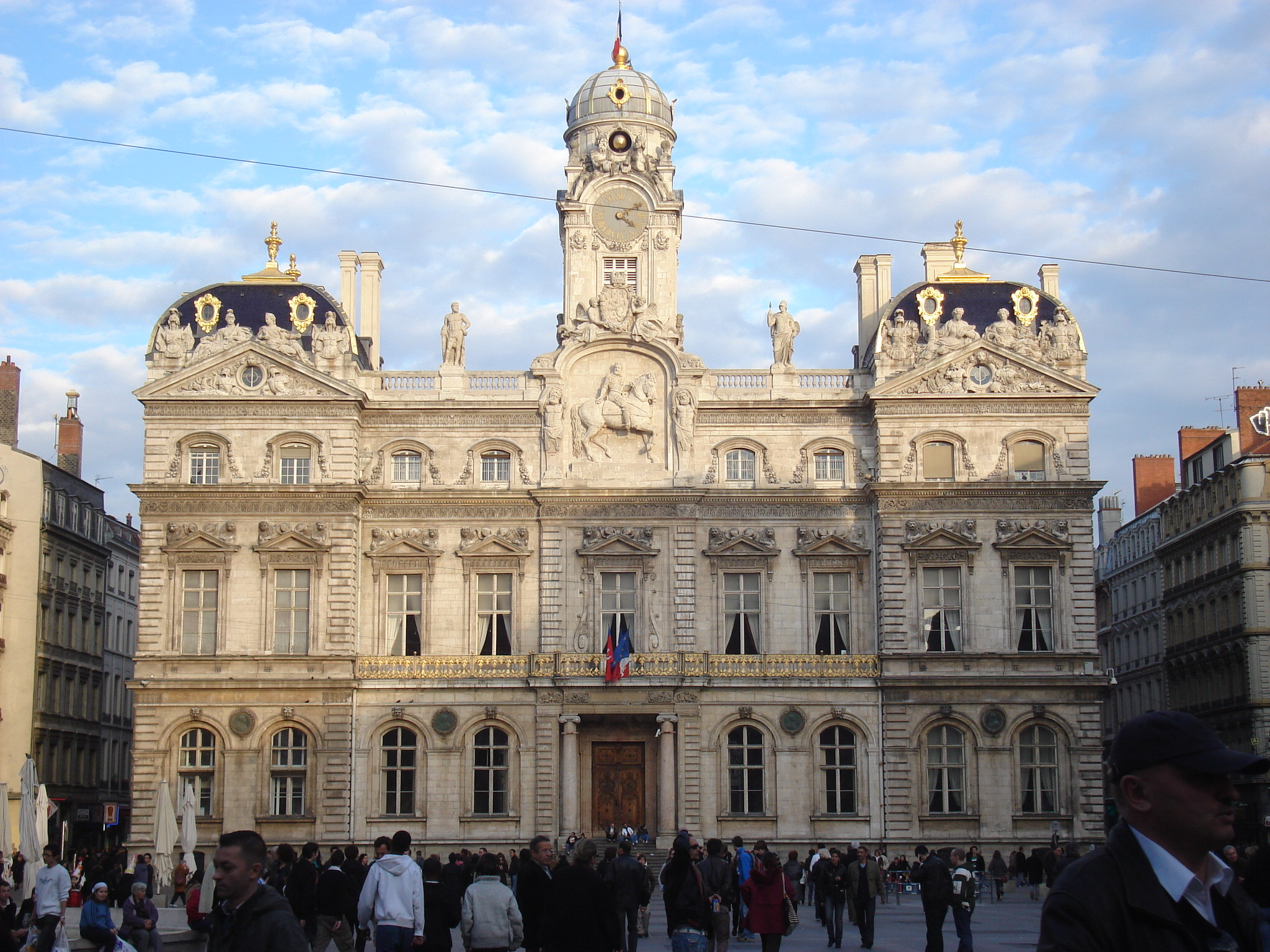
Ajuntament de Lió

L'Ajuntament o Hôtel de Ville de Lió és un dels més gran edificis històrics de la ciutat, localitzat entre la Plaça des Terreaux i la Plaça de la Comédie, davant de l'Òpera Nouvel. Des del 12 de juliol de 1886, l'edifici ha estat classificat com a Monument històric.

## Història
- El segle xvii, Lió va créixer i Presqu'île esdevenia el centre de ciutat amb la plaça des Terreaux, i entre 1645 i 1651 es va construir l'Ajuntament per Simon Maupin.
- Després d'un incendi el 1674, l'edifici va ser restaurat i modificat, incloent-hi la seva façana. Va ser dissenyat per Jules Hardouin-Mansart i el seu alumne Robert de Cotte.[2][3]
- El 1792 durant la Revolució Francesa, l'alt-relleu de Lluís XIV de França a cavall, al mig de la façana va ser tret i reemplaçat només durant la Restauració per Enric IV de França, en la mateixa postura.

## Galeria

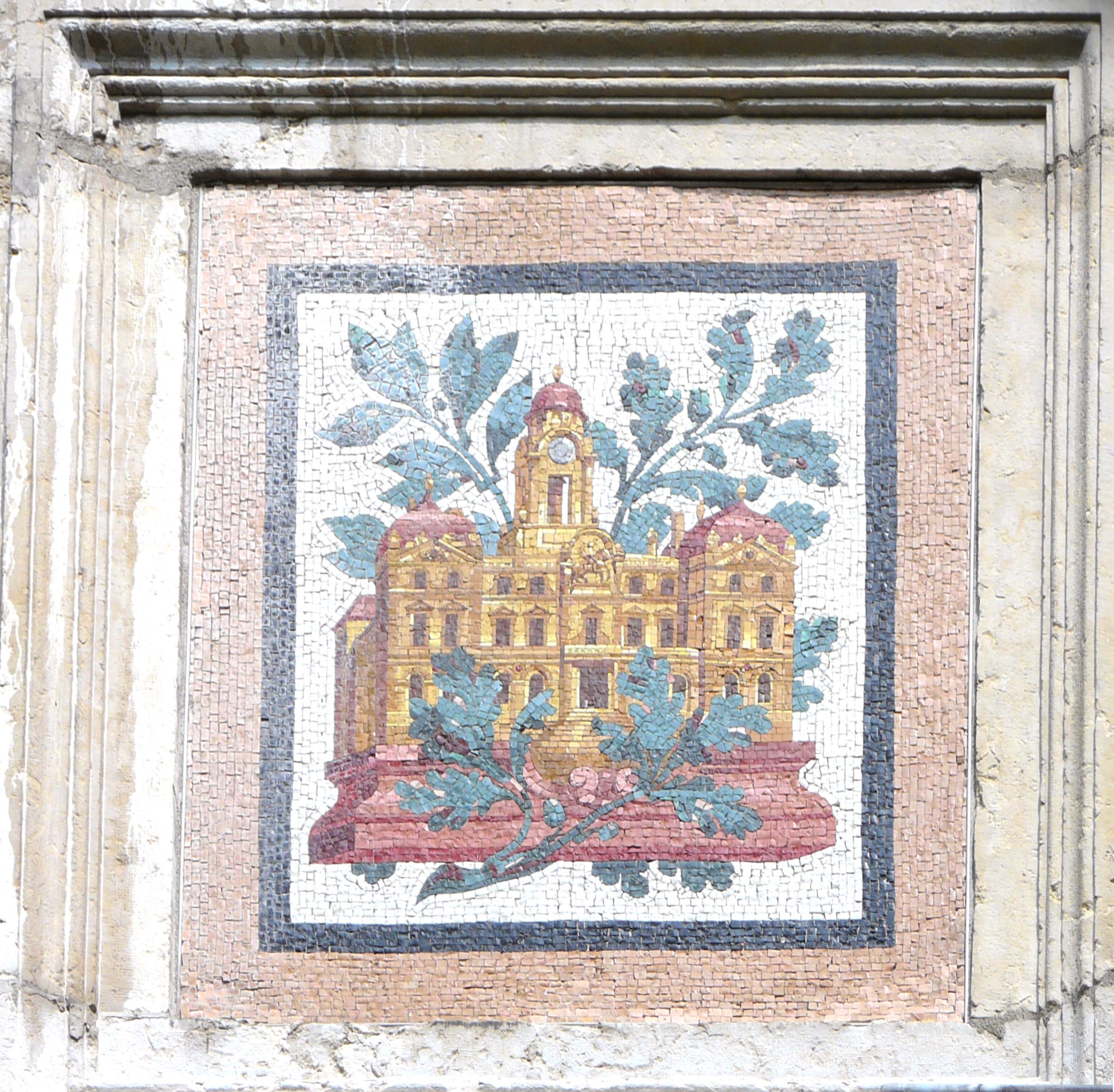
El mosaic que representa la Sala de Ciutat en el parc del Museu des Beaux-Arts de Lyon
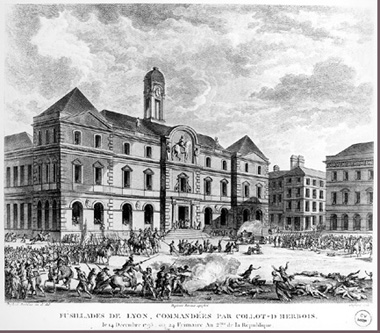
La Sala de Ciutat durant el setge de Lyon
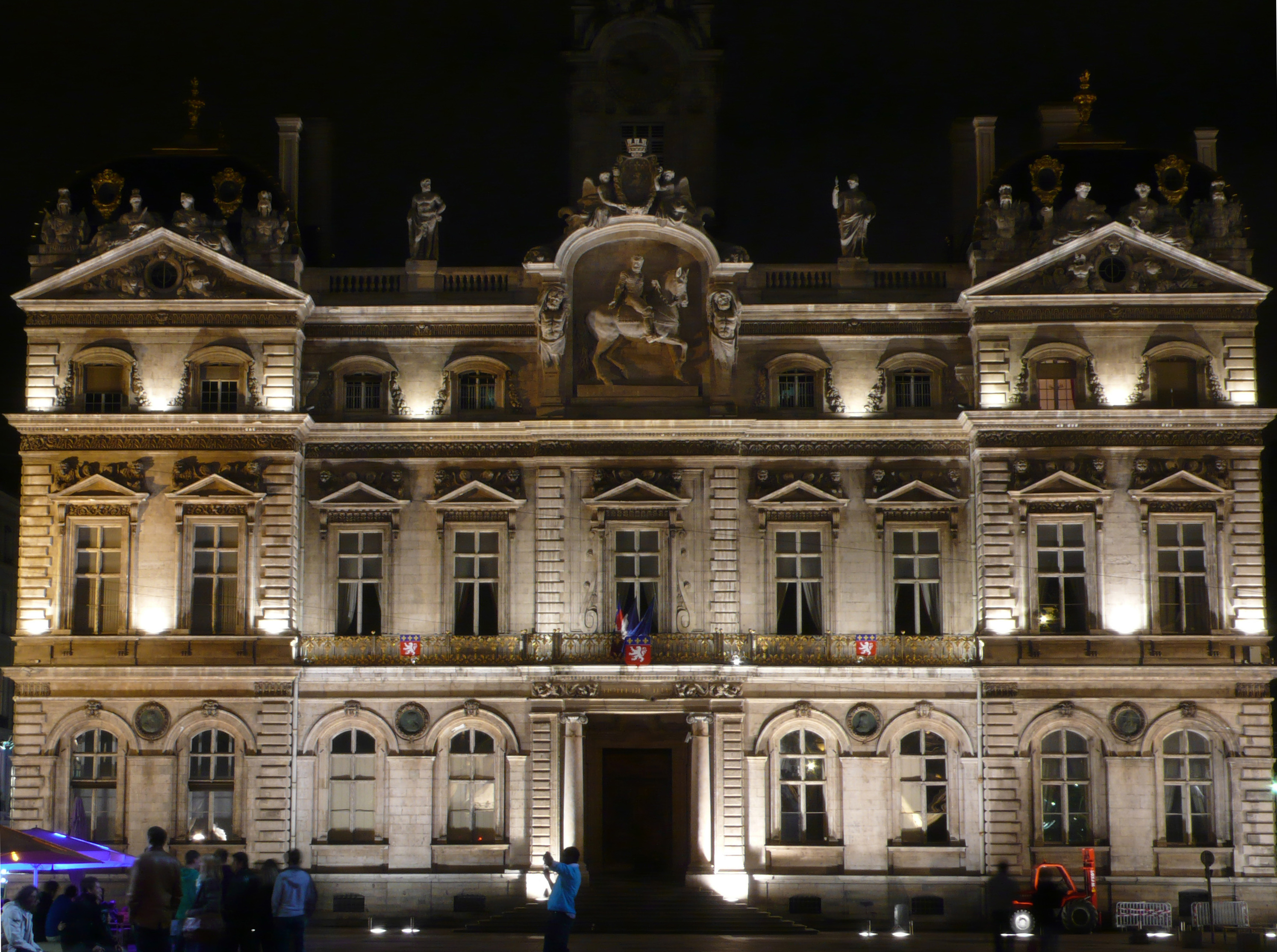
Illuminated facade, en la nit
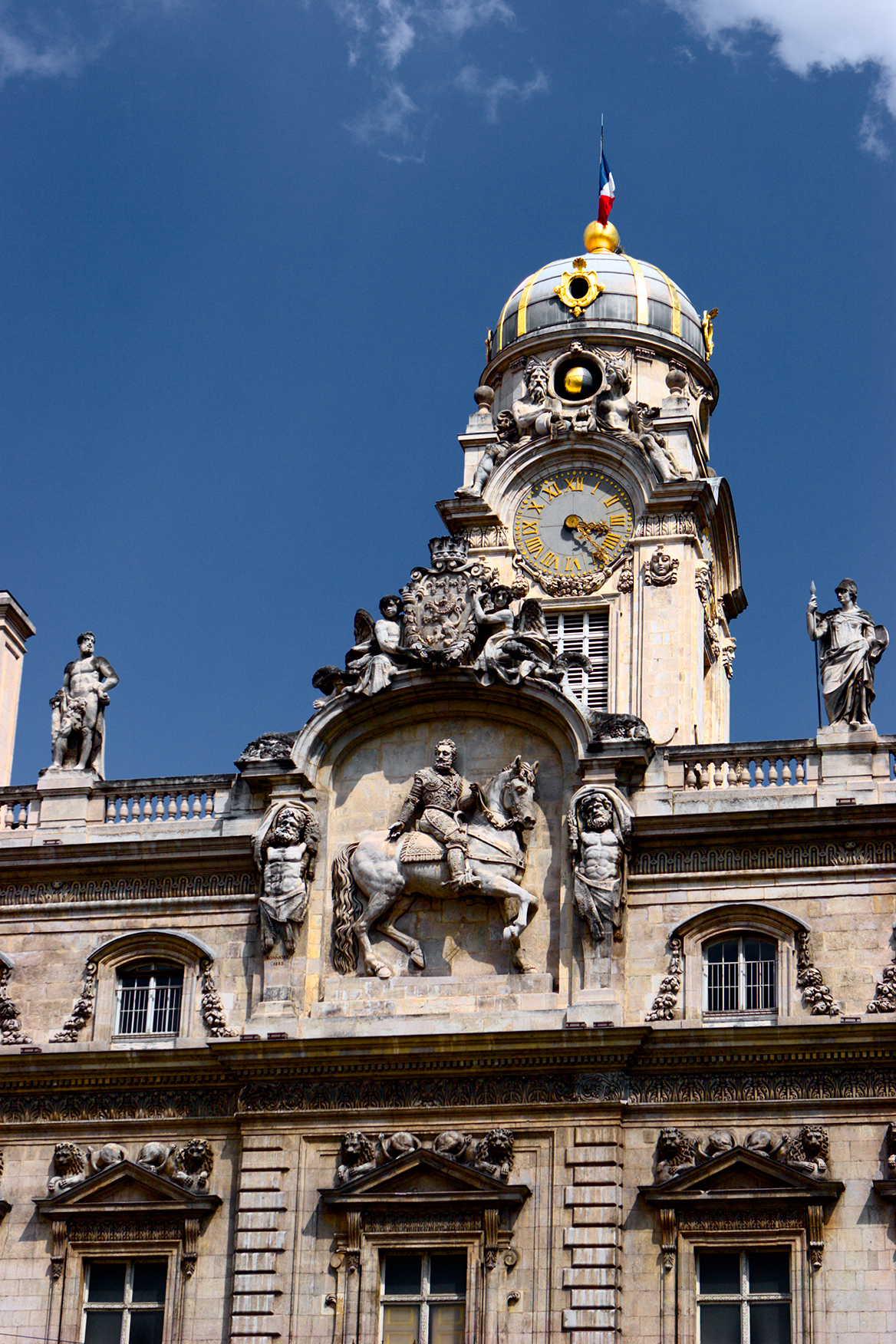
L'Ajuntament
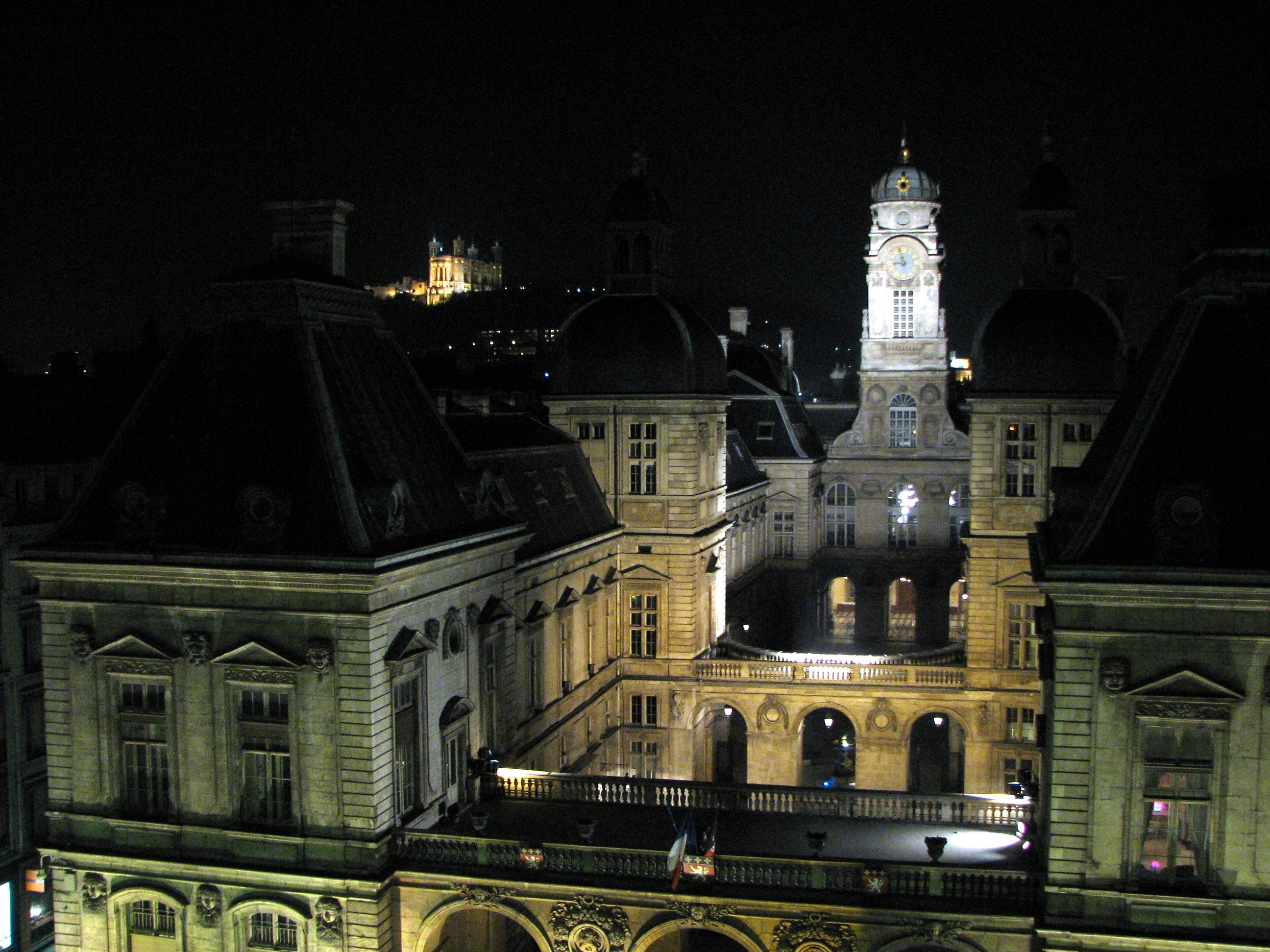
El tribunal d'honor